# جامعة القديس فرانسيس كزافييه
جامعة القديس فرانسيس كزافييه هي جامعة عامة في كندا تأسست عام 1853. تقع في مدينة انتيغونيش.

## إحصائيات
يبلغ عدد طلاب الجامعة 5,158 طالب، منهم 343 طالب دراسات عليا.

## وصلات خارجية
- الموقع الرسمي